# Frosinone Calcio 2013-2014
Questa voce raccoglie le informazioni riguardanti il Frosinone Calcio nelle competizioni ufficiali della stagione 2013-2014.

## Stagione
Il Frosinone, ancora guidato da Roberto Stellone, è una delle squadre protagoniste del girone B del campionato di Lega Pro Prima Divisione. I ciociari, partiti con il favore dei pronostici, guidano la classifica per diverse giornate con la promozione diretta che sfuma solamente all'ultima giornata di campionato, nello scontro diretto con il Perugia che sancisce la promozione degli umbri e condanna il Frosinone ai play-off. Dopo avere eliminato la Salernitana ai quarti di finale (2-0, gara unica) e il Pisa (0-0 e 2-1) in semifinale, la formazione canarina affronta in finale il Lecce. All'andata, in terra salentina, la partita finisce 1-1, con il gol del pareggio frusinate messo a segno proprio da un ciociaro, Mirko Gori. Al ritorno il 7 giugno, il Frosinone, dopo essere passato in svantaggio, pareggia con un gol di Paganini. I novanta minuti regolamentari terminano nuovamente 1-1, ma nei tempi supplementari, il Frosinone segna i gol vittoria con capitan Frara e Viola che fissano il risultato sul 3-1, ed ottiene così la seconda promozione in Serie B della sua storia e il ritorno nella serie cadetta a tre anni di distanza dall'ultima partecipazione.

## Divise e sponsor
Lo sponsor per la stagione 2013-2014 è la Banca Popolare del Frusinate, mentre lo sponsor tecnico è il marchio Legea.
| Casa | Trasferta |

## Organigramma societario
Area direttiva
- Presidente: Maurizio Stirpe
- Presidente onorario: Arnaldo Zeppieri
- Vice presidente e amministratore delegato:

Area organizzativa
- Segreteria generale: Anna Fanfarillo
- Segreteria sportiva: Emanuele Fanì
- Responsabile amministrativo: Raniero Pellegrini

Area comunicazione
- Responsabile area comunicazione: Federico Rotondo
- Addetto stampa: Federico Rotondo

Area marketing
- Responsabile area marketing: Domenico Verdone
- Responsabile area biglietteria: Fabio Buttarazzi

Area tecnica
- Responsabile Settore Tecnico: Marco Giannitti
- Allenatore: Roberto Stellone
- Allenatore in seconda: Giorgio Gorgone
- Collaboratori tecnici:
- Preparatore atletico:
- Preparatore dei portieri:
- Magazzinieri:

Area sanitaria
- Responsabile sanitario:
- Medico sociale:
- Fisioterapista:
- Scientific advisor:
- Massaggiatori:

## Rosa
| N. |                   | Ruolo | Calciatore         |
| -- | ----------------- | ----- | ------------------ |
|    | Italia (bandiera) | P     | Massimo Zappino    |
|    | Italia (bandiera) | P     | Damiano Palombo    |
|    | Italia (bandiera) | P     | Michele Mangiapelo |
|    | Italia (bandiera) | D     | Dario Biasi        |
|    | Italia (bandiera) | D     | Leonardo Blanchard |
|    | Italia (bandiera) | D     | Davide Bertoncini  |
|    | Italia (bandiera) | D     | Matteo Ciofani     |
|    | Italia (bandiera) | D     | Roberto Crivello   |
|    | Italia (bandiera) | D     | Adriano Russo      |
|    | Italia (bandiera) | D     | Daniele Frabotta   |
|    | Italia (bandiera) | D     | Fabio Formato      |
|    | Italia (bandiera) | C     | Alessandro Frara   |

| N. |                    | Ruolo | Calciatore           |
| -- | ------------------ | ----- | -------------------- |
|    | Italia (bandiera)  | C     | Mirko Gori           |
|    | Italia (bandiera)  | C     | Daniele Altobelli    |
|    | Italia (bandiera)  | C     | Davide Carrus        |
|    | Austria (bandiera) | C     | Robert Gucher        |
|    | Italia (bandiera)  | C     | Danilo Soddimo       |
|    | Italia (bandiera)  | C     | Andrea Gessa         |
|    | Italia (bandiera)  | A     | Davis Curiale        |
|    | Italia (bandiera)  | A     | Christian Cesaretti  |
|    | Italia (bandiera)  | A     | Luca Paganini        |
|    | Italia (bandiera)  | A     | Daniel Ciofani       |
|    | Italia (bandiera)  | A     | Massimiliano Carlini |
|    | Italia (bandiera)  | A     | Alessio Viola        |

## Calciomercato

### Sessione estiva(dall'1/7/2013 al 2/9/2013)
| Acquisti | Acquisti           | Acquisti   | Acquisti                                                 |
| R.       | Nome               | da         | Modalità                                                 |
| -------- | ------------------ | ---------- | -------------------------------------------------------- |
| P        | Michele Mangiapelo | Cynthia    | definitivo                                               |
| D        | Roberto Crivello   | San Marino | definitivo                                               |
| D        | Matteo Ciofani     | Ternana    | definitivo                                               |
| D        | Adriano Russo      | Perugia    | definitivo                                               |
| D        | Davide Bertoncini  | Genoa      | prestito con diritto di riscatto della compartecipazione |
| D        | Leonardo Blanchard | Siena      | definitivo                                               |
| C        | Danilo Soddimo     | Pescara    | definitivo                                               |
| C        | Andrea Gessa       | Cesena     | definitivo                                               |
| A        | Daniel Ciofani     | Parma      | prestito con diritto di riscatto della compartecipazione |
| A        | Andrea La Mantia   | Barletta   | fine prestito                                            |

| Cessioni | Cessioni          | Cessioni | Cessioni   |
| R.       | Nome              | a        | Modalità   |
| -------- | ----------------- | -------- | ---------- |
| P        | Matteo Vaccarecci | Barletta | definitivo |
| D        | Ciro Amelio       | Paganese | definitivo |
| D        | Nicholas Guidi    | Cosenza  | definitivo |
| D        | Simone Vitale     | Nocerina | definitivo |
| D        | Pietro Del Duca   |          | svincolato |
| D        | Daniele Ficagna   |          | svincolato |
| C        | Davide Bottone    | Torres   | definitivo |
| A        | Andrea La Mantia  | Barletta | definitivo |
| A        | Rogerinho         |          | svincolato |

### Sessione invernale(dal 3/1/2014 al 31/1/2014)
| Acquisti | Acquisti             | Acquisti  | Acquisti                                |
| R.       | Nome                 | da        | Modalità                                |
| -------- | -------------------- | --------- | --------------------------------------- |
| A        | Daniel Ciofani       | Parma     | definitivo (riscatto compartecipazione) |
| A        | Massimiliano Carlini | Cremonese | definitivo                              |
| A        | Alessio Viola        | Reggina   | prestito                                |

| Cessioni | Cessioni          | Cessioni    | Cessioni   |
| R.       | Nome              | a           | Modalità   |
| -------- | ----------------- | ----------- | ---------- |
| C        | Enrico Crescenzi  | Aprilia     | prestito   |
| A        | Salvatore Aurelio | AlbinoLeffe | definitivo |
| A        | Leandro Campagna  | Parma       | definitivo |

## Risultati

### Lega Pro Prima Divisione

#### Girone di andata
| Arbitro: | Brasi (Seregno) |

|                            |           |             |
| Bertoncini 34’ Curiale 54’ | Marcatori | 28’ Tripoli |

| Arbitro: | Verdenelli (Foligno) |

|          |           |                |
| Arma 14’ | Marcatori | 25’ D. Ciofani |

| Arbitro: | Pelagatti (Arezzo) |

|                |           |  |
| Martignago 32’ | Marcatori |  |

| Arbitro: | Serra (Torino) |

|               |           |  |
| Altobelli 44’ | Marcatori |  |

| Arbitro: | Caso (Verona) |

|           |           |                                  |
| Jogan 24’ | Marcatori | 2’ Aurelio 41’ Gessa 78’ Curiale |

| Arbitro: | Piccinini (Forlì) |

|                           |           |             |
| Frara 23’ Blanchard 90+1’ | Marcatori | 33’ William |

| Viareggio 13 ottobre 2013, ore 15:00 7ª giornata | Viareggio         | 0 – 0 | Frosinone | Stadio Torquato Bresciani (611 spett.)\| Arbitro: \| Lanza (Nichelino) \| |
| Arbitro:                                         | Lanza (Nichelino) |       |           |                                                                           |

| Arbitro: | Rocca (Vibo Valentia) |

|                                                           |           |  |
| D. Ciofani 19’ Altobelli 36’ Curiale 44’, 74’ Soddimo 51’ | Marcatori |  |

| Arbitro: | Ripa (Nocera Inferiore) |

|                 |           |           |
| A. Montalto 79’ | Marcatori | 48’ Frara |

| Frosinone 3 novembre 2013, ore 14:30 10ª giornata | Frosinone         | 0 – 0 | Benevento | Stadio Matusa (2500 spett.)\| Arbitro: \| Sacchi (Macerata) \| |
| Arbitro:                                          | Sacchi (Macerata) |       |           |                                                                |

| Arbitro: | Brasi (Seregno) |

|                              |           |                                 |
| Serrotti 22’ Lanini 40’, 81’ | Marcatori | 58’ (rig.), 65’, 67’ D. Ciofani |

| Arbitro: | Giovani (Grosseto) |

|                           |           |  |
| Altobelli 27’ Curiale 59’ | Marcatori |  |

| Arbitro: | Cifelli (Campobasso) |

|               |           |  |
| Mendicino 88’ | Marcatori |  |

| 1º dicembre 2013 14ª giornata |  | – Turno di riposo Frosinone |  |  |

| Arbitro: | Abisso (Palermo) |

|                                           |           |             |
| D. Ciofani 35’ (rig.), 51’ M. Ciofani 79’ | Marcatori | 19’ Miccoli |

| Arbitro: | Greco (Lecce) |

|  |           |                |
|  | Marcatori | 18’ D. Ciofani |

| Arbitro: | Ripa (Nocera Inferiore) |

|               |           |            |
| D. Ciofani 2’ | Marcatori | 29’ Mazzeo |

#### Girone di ritorno
| Arbitro: | Baroni (Firenze) |

|  |           |             |
|  | Marcatori | 52’ Curiale |

| Arbitro: | Serra (Torino) |

|               |           |  |
| D. Ciofani 9’ | Marcatori |  |

| Arbitro: | Abisso (Palermo) |

|                                         |           |  |
| Curiale 12’ D. Ciofani 60’ Paganini 70’ | Marcatori |  |

| Arbitro: | Piscopo (Imperia) |

|                         |           |               |
| Ilari 68’ La Mantia 89’ | Marcatori | 40’ Blanchard |

| Frosinone 2 febbraio 2014 22ª giornata | Frosinone | 3 – 0 (tav) | Nocerina | Stadio Matusa |

| Arbitro: | Pelagatti (Arezzo) |

|                    |           |                           |
| Lanteri 26’ (rig.) | Marcatori | 50’ Gucher 90+4’ Paganini |

| Arbitro: | Verdenelli (Foligno) |

|                                   |           |             |
| Curiale 12’ (rig.) M. Carlini 76’ | Marcatori | 69’ Galassi |

| Arbitro: | Fiore (Barletta) |

|                           |           |                       |
| Arrighini 65’ (rig.), 80’ | Marcatori | 55’ (rig.) D. Ciofani |

| Arbitro: | Baroni (Firenze) |

|                                        |           |  |
| D. Ciofani 5’ Gucher 75’ Curiale 90+3’ | Marcatori |  |

| Arbitro: | Ros (Pordenone) |

|             |           |               |
| Padella 73’ | Marcatori | 45+1’ Curiale |

| Arbitro: | Giovani (Grosseto) |

|                         |           |  |
| Biasi 45+3’ Curiale 51’ | Marcatori |  |

| Arbitro: | Illuzzi (Molfetta) |

|                               |           |                                    |
| Schetter 10’ Falconieri 90+2’ | Marcatori | 5’, 59’ D. Ciofani 90+7’ Blanchard |

| Arbitro: | Sacchi (Macerata) |

|                               |           |                       |
| D. Ciofani 71’ A. Viola 90+4’ | Marcatori | 18’ Volpe 89’ Ampuero |

| 6 aprile 2014 31ª giornata |  | – Turno di riposo Frosinone |  |  |

| Arbitro: | Ros (Pordenone) |

|                            |           |  |
| Beretta 23’ Bogliacino 79’ | Marcatori |  |

| Arbitro: | Baroni (Firenze) |

|                                              |           |  |
| Gucher 21’ Curiale 66’ (rig.) Paganini 90+3’ | Marcatori |  |

| Arbitro: | Abisso (Palermo) |

|             |           |  |
| Moscati 19’ | Marcatori |  |

#### Play-off
| Arbitro: | Ros (Pordenone) |

|                          |           |  |
| Paganini 80’ Carlini 84’ | Marcatori |  |

| Pisa 18 maggio 2014, ore 18:00 Semifinale - Andata | Pisa                    | 0 – 0 | Frosinone | Stadio Arena Garibaldi - Romeo Anconetani (7727 spett.)\| Arbitro: \| Ripa (Nocera Inferiore) \| |
| Arbitro:                                           | Ripa (Nocera Inferiore) |       |           |                                                                                                  |

| Arbitro: | Abisso (Palermo) |

|                               |           |            |
| D. Ciofani 33’ Paganini 90+1’ | Marcatori | 66’ Kosnic |

| Arbitro: | Sacchi (Macerata) |

|            |           |          |
| Papini 15’ | Marcatori | 31’ Gori |

| Arbitro: | Ros (Pordenone) |

|                                           |           |             |
| Paganini 45+1’ Frara 116’ A. Viola 120+8’ | Marcatori | 19’ Beretta |

### Coppa Italia
| Arbitro: | Lacagnina (Caltanissetta) |

|           |           |  |
| Frara 22’ | Marcatori |  |

| Arbitro: | Merchiori (Ferrara) |

|  |           |            |
|  | Marcatori | 65’ Gucher |

| Arbitro: | Russo (Nola) |

|             |           |                             |
| Pinilla 35’ | Marcatori | 25’ D. Ciofani 120’ Curiale |

| Arbitro: | Tommasi (Bassano del Grappa) |

|                           |           |                |
| D'Angelo 22’ Castaldo 82’ | Marcatori | 90’ D. Ciofani |

### Coppa Italia Lega Pro

#### Fase a eliminazione diretta
| Arbitro: | Catona (Reggio Calabria) |

|                                               |           |          |
| Gucher 5’, 35’ Cesaretti 33’, 48’ Curiale 43’ | Marcatori | 20’ Samb |

| Arbitro: | Ceccarelli (Rimini) |

|  |           |              |
|  | Marcatori | 77’ Frabotta |

#### Terzo turno a gironi (Girone D)
| Ischia 6 novembre 2013, ore 14:00 Terzo turno - 1ª giornata | Ischia Isolaverde   | 0 – 0 | Frosinone | Stadio Enzo Mazzella\| Arbitro: \| Formato (Benevento) \| |
| Arbitro:                                                    | Formato (Benevento) |       |           |                                                           |

| Frosinone 18 dicembre 2013, ore 14:30 Terzo turno - 3ª giornata | Frosinone                     | 0 – 0 | Salernitana | Stadio Matusa\| Arbitro: \| Baldicchi (Città di Castello) \| |
| Arbitro:                                                        | Baldicchi (Città di Castello) |       |             |                                                              |

## Statistiche

### Statistiche di squadra
| Competizione             | Punti | In casa | In casa | In casa | In casa | In casa | In casa | In trasferta | In trasferta | In trasferta | In trasferta | In trasferta | In trasferta | Totale | Totale | Totale | Totale | Totale | Totale | DR  |
| Competizione             | Punti | G       | V       | N       | P       | Gf      | Gs      | G            | V            | N            | P            | Gf           | Gs           | G      | V      | N      | P      | Gf     | Gs     | DR  |
| ------------------------ | ----- | ------- | ------- | ------- | ------- | ------- | ------- | ------------ | ------------ | ------------ | ------------ | ------------ | ------------ | ------ | ------ | ------ | ------ | ------ | ------ | --- |
| Lega Pro Prima Divisione | 62    | 16      | 13      | 3       | 0       | 35      | 7       | 16           | 5            | 5            | 6            | 18           | 19           | 32     | 18     | 8      | 6      | 53     | 26     | +27 |
| Coppa Italia             | -     | 1       | 1       | 0       | 0       | 1       | 0       | 3            | 2            | 0            | 1            | 4            | 3            | 4      | 3      | 0      | 1      | 5      | 3      | +2  |
| Coppa Italia Lega Pro    | -     | 2       | 1       | 1       | 0       | 5       | 1       | 2            | 1            | 1            | 0            | 1            | 0            | 4      | 2      | 2      | 0      | 6      | 1      | +5  |
| Totale                   |       | 19      | 15      | 4       | 0       | 41      | 8       | 21           | 8            | 6            | 7            | 23           | 22           | 40     | 23     | 10     | 7      | 64     | 30     | +34 |

### Andamento in campionato
| Giornata  | 1 | 2 | 3 | 4 | 5 | 6 | 7 | 8 | 9 | 10 | 11 | 12 | 13 | 14 | 15 | 16 | 17 | 18 | 19 | 20 | 21 | 22 | 23 | 24 | 25 | 26 | 27 | 28 | 29 | 30 | 31 | 32 | 33 | 34 |
| --------- | - | - | - | - | - | - | - | - | - | -- | -- | -- | -- | -- | -- | -- | -- | -- | -- | -- | -- | -- | -- | -- | -- | -- | -- | -- | -- | -- | -- | -- | -- | -- |
| Luogo     | C | T | T | C | T | C | T | C | T | C  | T  | C  | T  | -  | C  | T  | C  | T  | C  | C  | T  | C  | T  | C  | T  | C  | T  | C  | T  | C  | -  | T  | C  | T  |
| Risultato | V | N | P | V | V | V | N | V | N | N  | N  | V  | P  | -  | V  | V  | N  | V  | V  | V  | P  | V  | V  | V  | P  | V  | N  | V  | V  | N  | -  | P  | V  | P  |
| Posizione | 3 | 2 | 6 | 6 | 4 | 3 | 4 | 1 | 2 | 4  | 3  | 1  | 2  | 4  | 2  | 2  | 2  | 2  | 2  | 1  | 2  | 2  | 1  | 1  | 1  | 1  | 1  | 1  | 1  | 1  | 1  | 3  | 2  | 2  |

Fonte:  DIVISIONE 1 GIRONE B STATISTICA, su lega-pro.com.
Legenda:

Luogo: C = Casa; T = Trasferta. Risultato: V = Vittoria; N = Pareggio; P = Sconfitta.
- = Turno di riposo.